# Torrebelvicino
Torrebelvicino är en ort och kommun i provinsen Vicenza i regionen Veneto i Italien. Kommunen hade 5 884 invånare (2018).